# Aries (álbum)
| Críticas profissionais | Críticas profissionais |
| Avaliações da crítica  | Avaliações da crítica  |
| Fonte                  | Avaliação              |
| ---------------------- | ---------------------- |
| Allmusic               | [ 1 ]                  |
| Chicago Tribune        | [ 2 ]                  |
| Los Angeles Times      | [ 3 ]                  |

Aries é o 9°. álbum de estúdio do cantor mexicano Luis Miguel, lançado em 22 de junho de 1993.

## Lista de faixas
| N.º            | Título                  | Compositor(es)                                   | Duração |  |
| 1.             | "Suave"                 | Orlando Castro · Kiko Cibrián                    | 4:50    |  |
| 2.             | "Me Niego a Estar Sólo" | Rudy Pérez                                       | 4:18    |  |
| 3.             | "Luz Verde"             | Rudy Pérez                                       | 5:01    |  |
| 4.             | "Hasta el Fin"          | Kiko Cibrián                                     | 4:50    |  |
| 5.             | "Ayer"                  | Jeremy Lubbock · David Foster · Rudy Pérez       | 3:27    |  |
| 6.             | "Qué Nivel de Mujer"    | Emilio Castillo · Stephen Kupka · Orlando Castro | 4:28    |  |
| 7.             | "Pensar en Tí"          | Francisco Céspedes · Enrique Mesa                | 4:17    |  |
| 8.             | "Dame Tu Amor"          | Adrián Possé · Kiko Cibrián                      | 4:03    |  |
| 9.             | "Hasta Que Me Olvides"  | Juan Luis Guerra                                 | 4:41    |  |
| 10.            | "Tú y Yo"               | Jorge Calandrelli · Rudy Pérez                   | 4:51    |  |
| Duração total: | Duração total:          | Duração total:                                   | 44:31   |  |

© MCMXCIII. WARNER MUSIC NETHERLANDS. B.V.

## Singles
| #  | Título                 | EUA |
| -- | ---------------------- | --- |
| 1. | "Ayer"                 | #1  |
| 2. | "Hasta Que Me Olvides" | #1  |
| 3. | "Suave"                | #9  |
| 4. | "Hasta el Fín"         | #4  |
| 5. | "Tú y Yo"              | #4  |

## Prêmios e indicações
Em 1994, o álbum ganhou o Grammy Awards na categoria "Melhor Álbum de Pop Latino", o Prêmio Lo Nuestro na categoria "Álbum Pop do Ano", o Billboard Music Awards nas categorias "Melhor Álbum do Ano" e "Melhor Artista Masculino do Ano" para Luis Miguel e o Prêmio Eres na categoria "Melhor Álbum".

## Charts
| Chart (1993)               | Posição |
| -------------------------- | ------- |
| Billboard 200              | 182     |
| Billboard Latin Pop Albums | 1       |
| Billboard Top Latin Albums | 2       |
| Chart (1994)               | Posição |
| Chile (IFPI)               | 1       |

## Vendas e certificações
| Região | Certificação | Vendas/distribuição |
| --- | ------------ | ------------------- |
| Argentina (CAPIF) | Diamante     | 500.000x            |
| Espanha (PROMUSICAE) | Platina      |                     |
| *vendas baseadas apenas na certificação ^distribuições baseadas apenas na certificação xdistribuições não-especificadas baseadas apenas na certificação |              |                     |